# Calymniodes turcica
Calymniodes turcica là một loài bướm đêm trong họ Noctuidae.